# صموئيل كوستا
صموئيل كوستا (بالإيطالية: Samuel Costa)‏ هو متزحلق نوردي مزدوج إيطالي، ولد في 30 نوفمبر 1992 في بولسانو في إيطاليا.

## وصلات خارجية
- صموئيل كوستا على موقع الاتحاد الدولي للتزلج (القفز التزلجي) (الإنجليزية)
- صموئيل كوستا على موقع الاتحاد الدولي للتزلج (التزلج النوردي المزدوج) (الإنجليزية)
- صموئيل كوستا على موقع اللجنة الأولمبية الدولية (الإنجليزية)
- صموئيل كوستا على موقع أوليمبيديا (الإنجليزية)